# Columnea tenuis
Columnea tenuis är en tvåhjärtbladig växtart som beskrevs av Johann Friedrich Klotzsch och Oerst.. Columnea tenuis ingår i släktet Columnea och familjen Gesneriaceae. Inga underarter finns listade i Catalogue of Life.